# Lista de membros titulares da Academia Brasileira de Ciências empossados em 2000
Esta lista contém os nomes dos membros titulares da Academia Brasileira de Ciências empossados em 2000.
| Imagem | Nome                                  | Datas de nascimento e falecimento         | Local de nascimento  | Área de especialização | Alma mater                    | Data de posse       | Conhecido por | Referências |
| ------ | ------------------------------------- | ----------------------------------------- | -------------------- | ---------------------- | ----------------------------- | ------------------- | --- | ----------- |
|        | Adalberto Fazzio                      | 06 de outubro de 1950                     | Sorocaba, São Paulo  | Ciências Físicas       | UnB                           | 14 de junho de 2000 | |             |
|        | Adalberto Ramón Vieyra                | 23 de junho de 1944                       |                      | Ciências Biomédicas    | UNR, Argentina                | 14 de junho de 2000 | |             |
|        | Alfredo Miguel Ozorio de Almeida      | 25 de abril de 1946                       | Miami, EUA           | Ciências Físicas       | PUC/Rio                       | 14 de junho de 2000 | “princípio de uniformidade” das órbitas periódicas |             |
|        | Amir Ordacgi Caldeira                 | 06 de outubro de 1950                     | Rio de Janeiro, RJ   | Ciências Físicas       | PUC/Rio                       | 14 de junho de 2000 | Modelo de Caldeira-Leggett Orientado por Anthony Leggett, Prêmio Nobel de Física (2003) |             |
|        | Carlos Emanuel de Souza               | 02 de maio de 1953                        | João Pessoa, PB      | Ciências da Engenharia | UFPE                          | 14 de junho de 2000 | |             |
|        | Carlos Henrique de Brito Cruz         | 19 de julho de 1956                       | Rio de Janeiro, RJ   | Ciências Físicas       | ITA                           | 14 de junho de 2000 | |             |
|        | Celso José da Costa                   | 07 de abril de 1949                       | Congonhinhas, PR     | Ciências Matemáticas   |                               | 14 de junho de 2000 | Superfície Costa |             |
|        | Dan Marchesin                         | 07 de maio de 1947                        | Bucareste, Romênia   | Ciências Matemáticas   | PUC/Rio                       | 14 de junho de 2000 | |             |
|        | Eduardo Cantera Marino                | 03 de maio de 1954                        |                      | Ciências Físicas       | UFRGS                         | 14 de junho de 2000 | Desenvolveu a teoria quântica para vórtices e monopolos magnéticos não abelianos com base na estrutura de dualidade ordem x desordem. Obteve a bosonização completa do campo de Dirac em duas dimensões espaciais |             |
|        | Egler Chiari                          | 07 de fevereiro de 1934                   | Belo Horizonte, MG   | Ciências Biomédicas    | UFMG                          | 14 de junho de 2000 | Demonstrou a impossibilidade concreta de utilizar cepas do T. cruzi ditas “atenuadas” como vacina |             |
|        | Elisa Maria da Conceição Pereira Reis | 14 de maio de 1946                        |                      | Ciências Sociais       | UFMG                          | 14 de junho de 2000 | |             |
|        | Héctor Francisco Terenzi              | 21 de maio de 1936                        | Argentina            | Ciências Biomédicas    | UBA, Argentina                | 14 de junho de 2000 | |             |
|        | Helion Vargas                         | 05 de junho de 1934                       |                      | Ciências Físicas       | UFMG                          | 14 de junho de 2000 | Primeiro a detectar por técnicas fotoacústicas, a transição de fase em sólidos, a ressonância ferromagnética e os raios-x                                                                                         |             |
|        | Josif Frenkel                         | 16 de dezembro de 1945                    | Cernovitz, Rússia    | Ciências Físicas       | USP                           | 14 de junho de 2000 | |             |
|        | Mahir Saleh Hussein                   | 21 de novembro de 1944 16 de maio de 2019 | Bagdá, Iraque        | Ciências Físicas       | Universidade de Bagdá, Iraque | 14 de junho de 2000 | | [ 2 ]       |
|        | Martin Schmal                         | 07 de julho de 1937                       | Alemanha             | Ciências da Engenharia | PUC/SP                        | 14 de junho de 2000 | Criador do Núcleo de Catálise na UFRJ |             |
|        | Mucio Amado Continentino              | 12 de julho de 1948                       |                      | Ciências Físicas       | PUC/Rio                       | 14 de junho de 2000 | en:diffusons |             |
|        | Nestor Schor                          | 09 de dezembro de 1946                    |                      | Ciências da Saúde      | UNIFESP                       | 14 de junho de 2000 | |             |
|        | Paulo Arruda                          | 05 de abril de 1952                       |                      | Ciências Agrárias      | PUC/Campinas                  | 14 de junho de 2000 | |             |
|        | Protásio Lemos da Luz                 | 24 de fevereiro de 1940                   |                      | Ciências da Saúde      | UFPR                          | 14 de junho de 2000 | Participou da primeira descrição do miocárdio hibernado, em cães |             |
|        | Ricardo Tostes Gazzinelli             | 08 de setembro de 1960                    | Nova Iorque, EUA     | Ciências Biomédicas    | UFMG                          | 14 de junho de 2000 | | [ 3 ]       |
|        | Roberto Augusto DaMatta               | 29 de julho de 1936                       |                      | Ciências Sociais       | UFF                           | 14 de junho de 2000 | |             |
|        | Rubens Belfort Mattos Junior          | 17 de março de 1946                       |                      | Ciências da Saúde      | Unifesp                       | 14 de junho de 2000 | |             |
|        | Thomas Maack                          | 17 de julho de 1935                       | Insterburg, Alemanha | Ciências Biomédicas    | USP                           | 14 de junho de 2000 | Descobriu a função de depuração de uma das classes principais de receptores de peptídeos natriuréticos |             |